# John Mills
Sir John Lewis, właśc. Lewis Ernest Watts Mills (ur. 22 lutego 1908 w North Elmham, zm. 23 kwietnia 2005 w Denham) – angielski aktor, który w swojej karierze trwającej siedem dekad wystąpił w ponad 120 filmach. Przed kamerą wyróżniał się jako atrakcyjny brytyjski Everyman, który często grał prostodusznych, rannych bohaterów wojennych. 
Laureat Oscara dla najlepszego aktora drugoplanowego za rolę Michaela w melodramacie Davida Leana Córka Ryana (Ryan’s Daughter, 1970), za którą zdobył także Złoty Glob i był nominowany do nagrody BAFTA.
W 1976 otrzymał tytuł szlachecki od królowej brytyjskiej Elżbiety II i został odznaczony Odznaką Rycerza Kawalera, w 2002 zdobył stypendium BAFTA Fellowship od Brytyjskiej Akademii Sztuk Filmowych i Telewizyjnych, a The Walt Disney Company przyznał mu tytuł Legendy Disneya.

## Życiorys
Urodził się w North Elmham w hrabstwie Norfolk jako syn Edith Mills (z domu Baker), menadżerki kasowej teatru, i Lewisa Millsa, nauczyciela matematyki. Uczył się w Balham Grammar School w Londynie, Sir John Leman High School w Beccles i szkole prywatnej dla chłopców Norwich High School w Norwich. W wieku 17 lat znalazł pracę jako sprzedawca w sklepie zbożowym. Pracował jako urzędnik w sklepie z kukurydzą w Ipswich, zanim znalazł zatrudnienie w Londynie jako podróżujący w celach komercyjnych dla firmy Sanitas Disinfectant Company. Wieczorami występował w amatorskich grupach teatralnych. 
Mając 19 lat, za namową starszej siostry Annette, przeprowadził się do Londynu i zapisał się do Szkoły Tańca Zelii Raye. Sprzedawał na ulicy środki dezynfekcyjne i papier toaletowy, aby opłacić czynsz. Pracował w chórze The Five O’Clock Revue, a wkrótce dołączył do zespołu repertuarowego The Quaints, który koncertował na Dalekim Wschodzie, wykonując szeroki zakres materiału, od muzyki klasycznej po music-hall. Zawodowo zadebiutował na londyńskiej scenie, gdzie jego talent dostrzegł Noël Coward, który następnie obsadził go w kilku swoich sztukach i filmach. Z czasem stał się znakomitym wykonawcą wodewilu, co zaowocowało głównymi rolami w brytyjskich filmach lat 30. XX wieku. Zadebiutował na ekranie w roli Golightly’ego w komedii The Midshipmaid (1932) z udziałem Nigela Bruce’a, bez uprzedniego przygotowania zawodowego.
We wrześniu 1939, na początku II wojny światowej, Mills zaciągnął się do British Army, dołączając do Royal Engineers. Później otrzymał stopień podporucznika, ale w 1942 otrzymał zwolnienie lekarskie z powodu wrzodu żołądka.
Był dwukrotnie żonaty. 12 marca 1932 zawarł związek małżeński z aktorką Aileen Raymond. W 1940 doszło do rozwodu. 16 stycznia 1941 poślubił pisarkę Mary Hayley Bell, z którą miał dwie córki – aktorki Juliet (ur. 21 listopada 1941) i Hayley (ur. 18 kwietnia 1946). Jego wnuk, syn Hayley, to piosenkarz Crispian Mills z zespołu Kula Shaker.
Zmarł 23 kwietnia 2005 w wieku 97 lat, po udarze mózgu.

## Filmografia
- 1939: Żegnaj Chips (Goodbye Mr. Chips) jako Peter Colley (młody chłopak)
- 1942: Nasz okręt (In Which We Serve) jako zwykły marynarz Shorty Blake
- 1946: Wielkie nadzieje (Great Expectations) jako Pip (dorosły)
- 1956: Wojna i pokój (War and Peace) jako Płaton Karatajew
- 1956: W 80 dni dookoła świata (Around the World in 80 Days) jako Cabby, kierowca bryczki w Londynie
- 1958: Byłem Montgomerym (I Was Monty's Double) jako generał Montgomery
- 1960: Pieśni chwały (Tunes of Glory) jako podpułkownik Basil Barrow
- 1961: Rodzice, miejcie się na baczności (The Parent Trap) jako Mitch Evers, nosiciel kijów golfowych
- 1965: Operacja Kusza (Operation Crossbow) jako generał Boyd
- 1965: Król szczurów (King Rat) jako pułkownik George Smedley–Taylor
- 1966: Nowożeńcy (The Family Way) jako Ezra Fitton
- 1970: Córka Ryana (Ryan’s Daughter) jako Michael
- 1970: Kobieta Adama (Adam’s Woman) jako Sir Philip MacDonald
- 1972: Młody Winston (Young Winston) jako generał Kitchener
- 1973: Taka była Oklahoma (Oklahoma Crude) jako Cleon Doyle
- 1986: A gdy zawieje wiatr (When the Wind Blows) jako Jim (głos)
- 1982: Gandhi jako wicekról baron Chelmsford
- 1987: Kim jest ta dziewczyna? (Who’s That Girl) jako Montgomery Bell
- 1996: Hamlet jako stary Norweg
- 1997: Jaś Fasola: Nadciąga totalny kataklizm (Bean: The Ultimate Disaster Movie) jako przewodniczący

## Nagrody
| Rok  | Nagroda                                         | Kategoria                    | Film                 |
| ---- | ----------------------------------------------- | ---------------------------- | -------------------- |
| 1942 | National Board of Review                        | Najlepszy aktor              | Nasz okręt (1942)    |
| 1960 | 21. Międzynarodowy Festiwal Filmowy w Wenecji   | Najlepszy aktor              | Pieśni chwały (1966) |
| 1967 | Międzynarodowy Festiwal Filmowy w San Sebastián | Najlepszy aktor              | Nowożeńcy (1966)     |
| 1971 | Złoty Glob                                      | Najlepszy aktor drugoplanowy | Córka Ryana (1970)   |
| 1971 | Oscar                                           | Najlepszy aktor drugoplanowy | Córka Ryana (1970)   |
| 1980 | Nagroda „London Evening Standard”               | Nagroda specjalna            | —                    |
| 2002 | Nagroda BAFTA                                   | BAFTA Fellowship             | —                    |